# سترومایسین
سترومایسین(به انگلیسی: Cethromycin) ، با نام تجاری Restanza (در ابتدا با نام ABT-773 شناخته می‌شد) یک آنتی‌بیوتیک کتولیدی است که در مراحل تحقیقاتی برای درمان community acquired pneumonia (CAP) قرار دارد. در ابتدا توسط آزمایشگاه ابوت کشف و توسعه یافت و سپس به Advanced Life Science Inc. برای توسعه بیشتر سپرده شد. 

## مطالعه بیشتر
- Interaction of the New Ketolide ABT-773 (Cethromycin) with Human Polymorphonuclear Neutrophils and the Phagocytic Cell Line PLB-985 In Vitro. 2004